# Teatr Narodowy w Oslo
Teatr Narodowy (norw. Nationaltheatret) w Oslo – jeden z najważniejszych norweskich teatrów dramatycznych. 
Uroczyste otwarcie nastąpiło 1 września 1899 roku. Budynek, zaprojektowany przez Henrika Bulla, jest usytuowany między pałacem królewskim i parlamentem. Na nowej scenie kontynuowano działalność teatru Christiania założonego w roku 1829. Podczas trzydniowej inauguracji wystawiono fragmenty sztuk Ludviga Holberga, Wroga ludu Henrika Ibsena i Sigurda Jorsalfara Bjørnstjerne Bjørnsona. Początkowo Teatr Narodowy był finansowany ze środków prywatnych i dopiero w roku 1929 państwo udzieliło mu skromnej dotacji. Pierwszym dyrektorem teatru został syn Bjørnstjerne Bjørnsona, Bjørn. Za „złoty wiek” sceny narodowej uchodzą lata dyrekcji Vilhelma Kraga. 
W 1990 odbył się na scenie teatru pierwszy światowy Festiwal Ibsenowski. W latach 90. XX wieku w teatrze wystawiał, odnosząc sukcesy, polski reżyser Piotr Chołodziński (m.in. Kurka wodna Witkacego).
Obecnie teatr prowadzi działalność w czterech jednostkach administracyjnych: Hovedscenen (Scena Główna), Amfiscenen (Amfiteatr), Malersalen (Malarnia), znajdujących się w budynku macierzystym, oraz Torshovteatret (Teatr Torshov) w dzielnicy Torshov. 